# Aspitates
Aspitates is een geslacht van vlinders van de familie spanners (Geometridae), uit de onderfamilie Ennominae.

## Soorten
- A. aberrata (Edwards, 1887)
- A. acuminaria Eversmann, 1851
- A. albaria (Bartel, 1903)
- A. aluma Schaus, 1901
- A. collinaria (Holt-White, 1894)
- A. conspersaria Staudinger, 1901
- A. curvaria Eversmann, 1852
- A. forbesi (Munroe, 1963)
- A. gilvaria

Strogele spanner (Denis & Schiffermüller, 1775)
- A. illepidata Walker, 1862
- A. inceptaria Walker, 1863
- A. insignis Alphéraky, 1882
- A. kozhantchikovi Munroe, 1963
- A. mongolicus Vojnits, 1975
- A. mundataria Stoll, 1782
- A. obscurata Wehrli, 1953
- A. ochrearia

Gele kustspanner (Rossi, 1794)
- A. orciferaria (Walker, 1862)
- A. sabuliferata Walker, 1863
- A. staudingeri Vojnits, 1975
- A. stschurovskyi Erschoff, 1874
- A. taylorae (Butler, 1893)
- A. trilinearia Leech, 1897
- A. tristrigaria Bremer & Grey, 1852